# Павло та 90 сподвижників
Павло та 90 сподвижників — монахи-домініканці, мученики католицької церкви.
Павло та інші монахи-домініканці (переважно угорці за походженням) проповідували в сусідніх з Угорщиною землях.
Павло вивчав право в Болонському університеті, де чув проповіді св. Домініка, та вступив до його формування братів-проповідників. Пізніше Павло повернувся до рідної Угорщини, щоб заснувати там Домініканський Орден. Проповідував в Угорщині, серед половців, у Валахії, де Павло та його послідовники були вбиті бл. 1240 р.